# 一氟二氯甲烷
一氟二氯甲烷，别名氟利昂-21、R-21，是一种卤代甲烷与氯氟烃，无色无味、呈气态。它的临界点为178.5 °C、517 MPa。

## 用途
一氟二氯甲烷最初被用于推进剂与制冷剂，现已因为会破坏臭氧层而正在被逐渐地淘汰。其臭氧破坏潜势为0.04。2004年一氟二氯甲烷的产销量就已降到了1989年时的15%。根据蒙特利尔议定书，它将于2015年被淘汰。